# Centella tridentata
Centella tridentata är en växtart i släktet Centella och familjen flockblommiga växter.
Arten är en ettårig eller perenn ört som förekommer i Sydafrika. Den beskrevs först av Carl von Linné den yngre och fick sitt nu gällande namn av Oscar Drude efter Karel Domin.

## Varieteter
Arten har fyra varieteter:
- C. t. var. dregeana (Sond.) M.T.R.Schub. & B.-E.van Wyk
- C. t. var. hermaniifolia (Eckl. & Zeyh.) M.T.R.Schub. & B.-E.van Wyk
- C. t. var. litoralis (Eckl. & Zeyh.) M.T.R.Schub. & B.-E.van Wyk
- C. t. var. tridentata